# Zubuße
Mit Zubuße bezeichnet man Beiträge, die der Anteilseigentümer (Gewerke) einer Bergrechtlichen Gewerkschaft an diese zur Erfüllung von Verbindlichkeiten zu entrichten hat. Im Gegensatz zum Aktionär musste ein Gewerke auch für die Verbindlichkeiten der Kapitalgesellschaft aufkommen. Die gesetzlichen Bestimmungen dazu sind im vierten Teil (§94ff.) des Allgemeinen Berggesetzes für die Preußischen Staaten (ABG) vom 24. Juni 1865 geregelt.

## Grundlagen
Die Regelungen im frühen Bergrecht sahen vor, dass die Gewerken für die Verluste des Bergwerks hafteten und entsprechend ihrer Anteilsscheine einen Geldbetrag zu entrichten hatten. Die einzige Ausnahme bildeten die Freikuxe, die Eigentümer dieser Kuxe brauchten keine Zubuße zu zahlen. Die Zubuße konnte der Gewerke auch nicht zurückfordern, jedoch wurden ihm diese Kosten in der Regel dann erstattet, wenn die Zeche gute Ausbeute machte. Dann wurde zunächst die Zubuße zurückerstattet und – falls noch genug Kapital vorhanden war – auch die Gewinne ausgezahlt. Mussten die Anteilseigentümer aufgrund anhaltender Schwierigkeiten über einen längeren Zeitraum erhöhte Zubuße zahlen, gaben viele von ihnen ihre Anteilsscheine zurück. Dadurch wurden die geringen Rücklagen der Gewerkschaften schnell aufgebraucht und der Betrieb musste gestundet werden. Aufgrund dieser Schwierigkeiten wurde später auch die Bergbaugenossenschaft als andere Gesellschaftsform vorgeschlagen.

## Regelungen
Die Höhe der Zubuße, also wie viel für jeden Kux bezahlt werden musste, wurde vom Schichtmeister des jeweiligen Bergwerks festgesetzt. Dieser Vorgang wurde Zubuße anlegen oder Zubuße anschlagen genannt und musste vom Bergamt genehmigt werden. Durch den Schichtmeister wurde im Beisein der jeweiligen Gewerken ein sogenannter Zubußzettel ausgefüllt und unterschrieben. Anschließend wurde dieser Zubußzettel vom Bergamt mit dem Zubußstempel gestempelt. Dieser Stempel war mit dem Wappen des Landes- oder des Bergherrn versehen. Neben diesen Wappen trug er gleichzeitig den Namen der Bergstadt und das bergmännische Symbol Schlägel und Eisen. Der Zubußzettel enthielt die Anzahl der Bergteile des jeweiligen Eigentümers sowie den Betrag der Zubuße. Damit der Zubußzettel auch Rechtscharakter hatte, wurde er vom Bergschreiber gegengezeichnet. Die Richtigkeit der Angaben wurde durch den Gegenschreiber kontrolliert und im Gegenbuch vermerkt.
Die so versehenen Zubußzettel übergab der Schichtmeister zur Verwahrung an den Zubußboten. Der Zubußbote überbrachte den Gewerken die Zubußzettel und kassierte von diesen die Zubuße. Die Gewerken behielten den Zubußzettel als Quittung zurück. Das empfangene Geld übergab der Zubußbote dem Schichtmeister. Konnte ein Gewerke seine Zubuße nicht bezahlen, hatte der Zubußbote die Aufgabe, diesem Eigentümer das Retardat anzukündigen. Zechen die ganz oder teilweise durch Geldzuschüsse der Gewerken finanziert wurde, nannte man Zubußzechen.
Kam ein Kuxinhaber seiner Zubußverpflichtung innerhalb eines gesetzlich vorgegebenen Zeitraumes (z. B. ein Monat) nicht nach, so wurde sein Name im Beisein des Bergmeisters, der Berggeschworenen, des Bergschreibers und des Berggegenschreibers von der Liste der Gewerken gestrichen und in die Liste für die verfallenen Kuxe eingetragen. Zahlte er im Anschluss daran innerhalb von drei bis vier Tagen seine Schulden, so wurde der Vorgang umgekehrt. Allerdings mussten für die Wiederzulassung dieser Gewerken die anderen Gewerken einstimmig zustimmen. Später wurde diese gesetzliche Regelung dahingehend geändert, dass die anderen Gewerken in einfacher Mehrheit der Wiederzulassung gestrichener Anteilseigner zustimmen konnten.